# AWP P&C

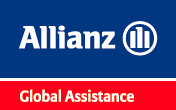
Logo von Allianz Global Assistance

Die AGA International S.A., Niederlassung für Deutschland (Eigenschreibweise: AGA INTERNATIONAL; nach eigenen Angaben AWP P&C S.A., Niederlassung für Deutschland) ist ein Versicherungsunternehmen für Reisen, Freizeit und Auslandsaufenthalte im Konzern der Allianz SE, das am Markt unter der einheitlichen Marke der Allianz Worldwide Partners S.A.S – Allianz Global Assistance – auftritt. Sitz der Zweigniederlassung ist München mit Geschäftsanschrift in Aschheim.
AGA International bietet unter der Marke Elvia Reiseschutz u. a. Reiserücktritts-, Reiseabbruch-, Reisegepäck-, Reisekranken- und Reisehaftpflicht-Versicherungen, Zusatzhaftpflicht-Versicherung für Mietwagen, Travel-Delay-Versicherung, Hotel-Storno-Versicherung, Reise-Assistance sowie Assistance und Versicherungen für Geschäftsreisen an. Das Angebot umfasst somit organisatorische und medizinische Soforthilfe gerade auch in Notfällen. Für die MAWISTA GmbH entwickelt AWP P&C seit 2003 exklusiv Produkte für die Zielgruppen internationale Studenten und Expats.
2014 wies die deutsche Niederlassung Beitragseinnahmen in Höhe von 132,4 Mio. Euro aus und beschäftigte 182 Mitarbeiter im Innen- und Außendienst.
Die AWP P&C S.A. (ehemals AGA International S.A.), eine Aktiengesellschaft französischen Rechts, ist eine Zweigniederlassung (100%ige Konzerngesellschaft) der Allianz Worldwide Partners S.A.S (Sitz in Paris) mit Sitz in Saint-Ouen, Frankreich. Neben der Niederlassung in Deutschland verfügt AWP P&C über zahlreiche weitere Zweigniederlassungen, so auch in Österreich und der Schweiz.

## Geschichte
Gegründet wurde die Gesellschaft 1956 als deutsche Niederlassung der Schweizer Elvia, der 1950 gegründeten Reiseversicherungs-Tochtergesellschaft der Helvetia-Unfall-Versicherung (siehe Helvetia Versicherungen). Ab 1995 gehörte Elvia mehrheitlich der Allianz-Gruppe.
Bis Dezember 2008 trat die Gesellschaft unter dem Namen Elvia Reiseversicherungs-Gesellschaft Aktiengesellschaft in Wallisellen, mit einer Niederlassung in Deutschland, auf. Anschließend firmierte sie bis Dezember 2009 als Mondial Assistance International AG in Wallisellen, Niederlassung für Deutschland, und bis März 2011 als Mondial Assistance International S.A. in Paris, Niederlassung für Deutschland. Seitdem ist sie im Handelsregister unter dem Namen AGA INTERNATIONAL S.A., Niederlassung für Deutschland, mit Sitz in München eingetragen, seit März 2013 mit Geschäftsanschrift in Aschheim bei München. Nach eigenen Angaben trägt die Gesellschaft seit dem 1. März 2016 den Namen AWP P&C S.A., Niederlassung für Deutschland, mit Sitz in Aschheim. AWP P&C steht für Allianz Worldwide Partners Property & Casualty (property & casualty ist englisch für ‚Sach- und Unfallversicherung‘).